# سیس-۳-هگزن-۱-ال
سیس-۳-هگزن-۱-ال  (به انگلیسی: Cis-3-Hexen-1-ol) با فرمول شیمیایی C6H12O یک ترکیب شیمیایی است. که جرم مولی آن ۱۰۰٫۱۶ گرم بر مول می‌باشد. 